# Сигеберт из Жамблу
Сигеберт из Жамблу (лат. Sigebertus Gemblacensis, фр. Sigebert de Gembloux, нидерл. Sigisbert van Gembloers; около 1028 или 1030 — 5 октября 1112) — средневековый нидерландский хронист и агиограф, монах-бенедиктинец из аббатства Св. Петра в Жамблу в Валлонском Брабанте (совр. бельгийская провинция Намюр). 

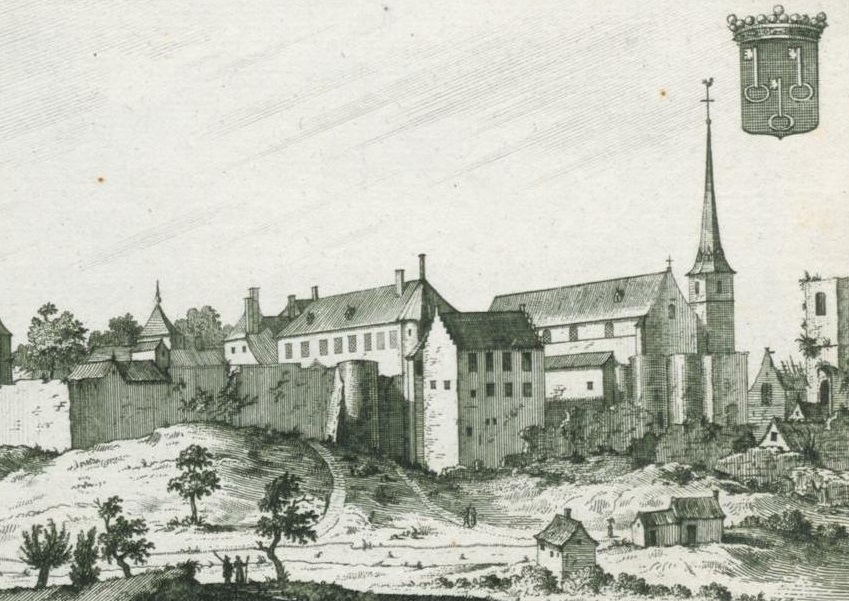
Вид на аббатство в Жамблу. Рис. 1696 г.

## Биография

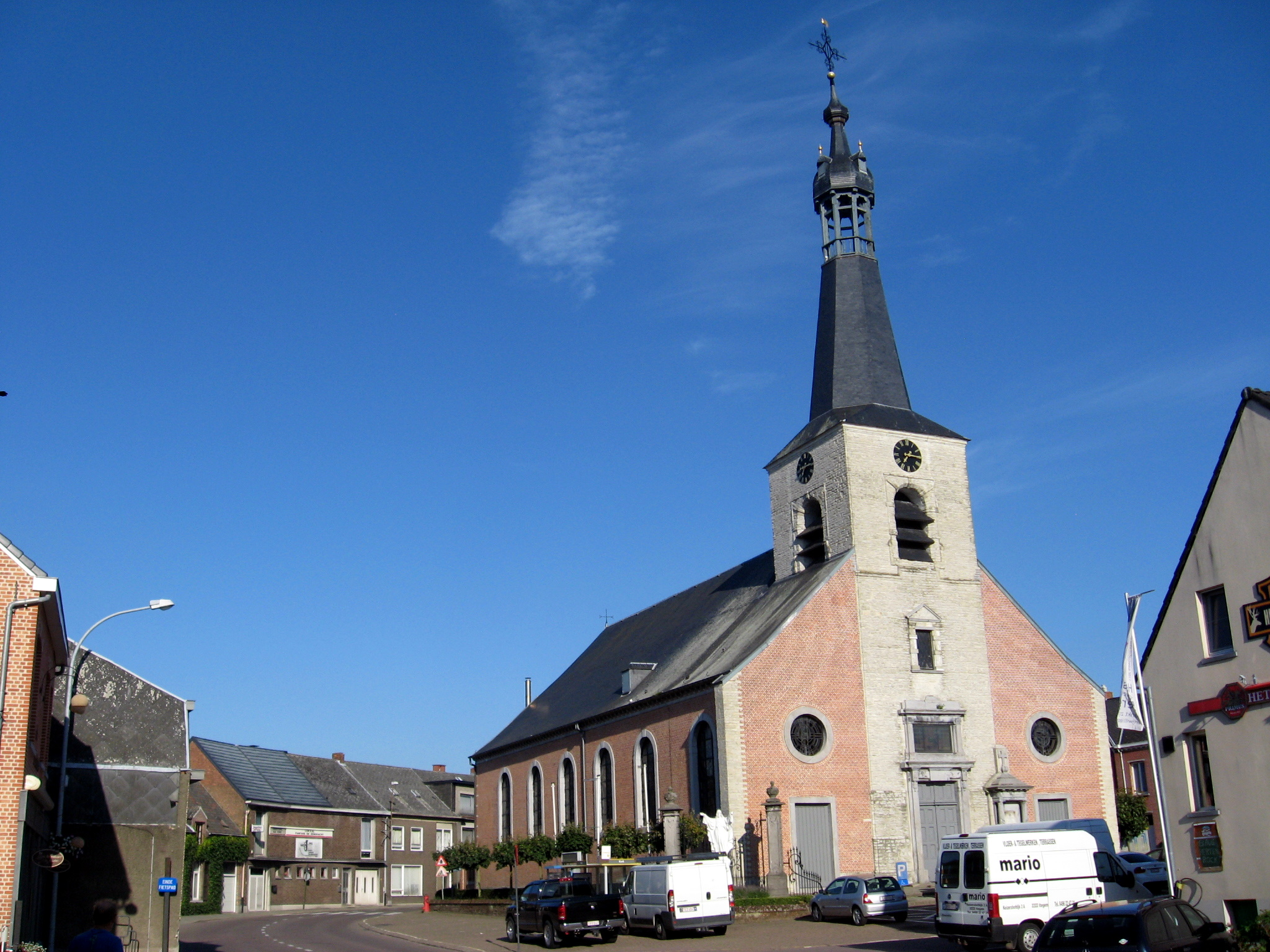
Церковь Св. Гвиберта в Жамблу — бывший соборный храм аббатства

Происхождение точно не установлено, предположительно был выходцем из окрестностей Жамблу в Валлонии (совр. провинция Намюр), с ранних лет отданным родителями на обучение в местное аббатство. По другим данным, родился на берегах Мааса в Нижней Лотарингии. Анализ языка его произведений показывает, что он имел скорее романские, чем германские корни. Помимо богословия и древних языков, проявлял в монастырской школе интерес к поэзии, механике и астрономии.
Завершив монастырское обучение при аббате Ольберте (1012—1048), направлен был его преемником Мисахом (1048—1071) в аббатство Св. Винсента в Меце, по просьбе брата последнего тамошнего настоятеля Фулькуина, и в течение долгого времени, приблизительно с 1050 по 1070 год, преподавал там грамматику, риторику, поэтику, а также латынь и древнееврейский язык. Написал там жития епископа Мецкого Тьерри I (964—985), короля Сигеберта III Австразийского (632—656), основателя местного монастыря Св. Мартина, а также латинскую поэму о мученичестве Святой Луции Сиракузской, мощи которой почитались в Сент-Винсентском аббатстве.
Между 1071 и 1075 годами возвратился в родную обитель, где при аббатах Титмаре (1071—1092) и Лиетарде (1092—1115) изучались науки, формировался скрипторий и активно пополнялась монастырская библиотека. Возглавив местную школу, завоевал немалый авторитет своими обширными знаниями и в 1080-е годы, по инициативе Титмара, занялся, помимо преподавательской деятельности, историческими трудами, вероятно, получая для этого материалы из книжных собраний других монастырей. Чуждый всяческого честолюбия, никогда не интересовался карьерой, получив широкую известность в качестве учёного-энциклопедиста и искусного мастера пера.
Придерживался проимперских позиций в полемике с папством за инвеституру, и в конфликте императоров Генриха IV и Генриха V с папами Григорием VII и Пасхалием II последовательно поддерживал первых. В частности, в своём ответе на письмо Григория VII Герману фон Мецу опровергал право римских понтификов отменять присягу на верность королю, отстаивая также права женатых священников. От имени Льежской церкви выступил против призыва папы Пасхалия II употребить насилие в отношении епархии Камбре, отделившейся в 1093 году от епархии Арраса.
В частности, составил трактат в ответ на письмо Григория VII, направленное в 1081 году епископу Герману Мецкому (1072—1090), в котором понтифик защищал право пап отлучать от церкви королей и освобождать их подданных от присяги на верность. Когда в 1103 году папа Пасхалий потребовал от графа Фландрии наказать граждан Льежа за верность императору, открыто назвал действия папы противоречащими Священному Писанию.
В 1110 году по поручению аббата Лиетарда добился от епископа Льежского Отберта разрешения на перенесение мощей основателя аббатства в Жамблу Св. Викберта Горзского, невзирая на возраст, приняв личное участие в их отпевании. Анонимный монастырский автор «Истории перенесения мощей Святого Викберта» описывает его как «почтенного монаха, обладавшего знанием о древности, оком… монастыря Жамблу, который в житии отличался благочестием и горячей набожностью…»
Умер 5 октября 1112 года в Жамблу, где и был похоронен.
Неустановленный продолжатель начатых им «Деяний аббатов Жамблу» (лат. Gesta abbatum Gemblacensium) велеречиво называет своего учителя «достохвальным честностью нравов и многочисленностью познаний, угодным мудрецам своего времени», которого «превозносят сами его труды».

## Сочинения

### Хроника

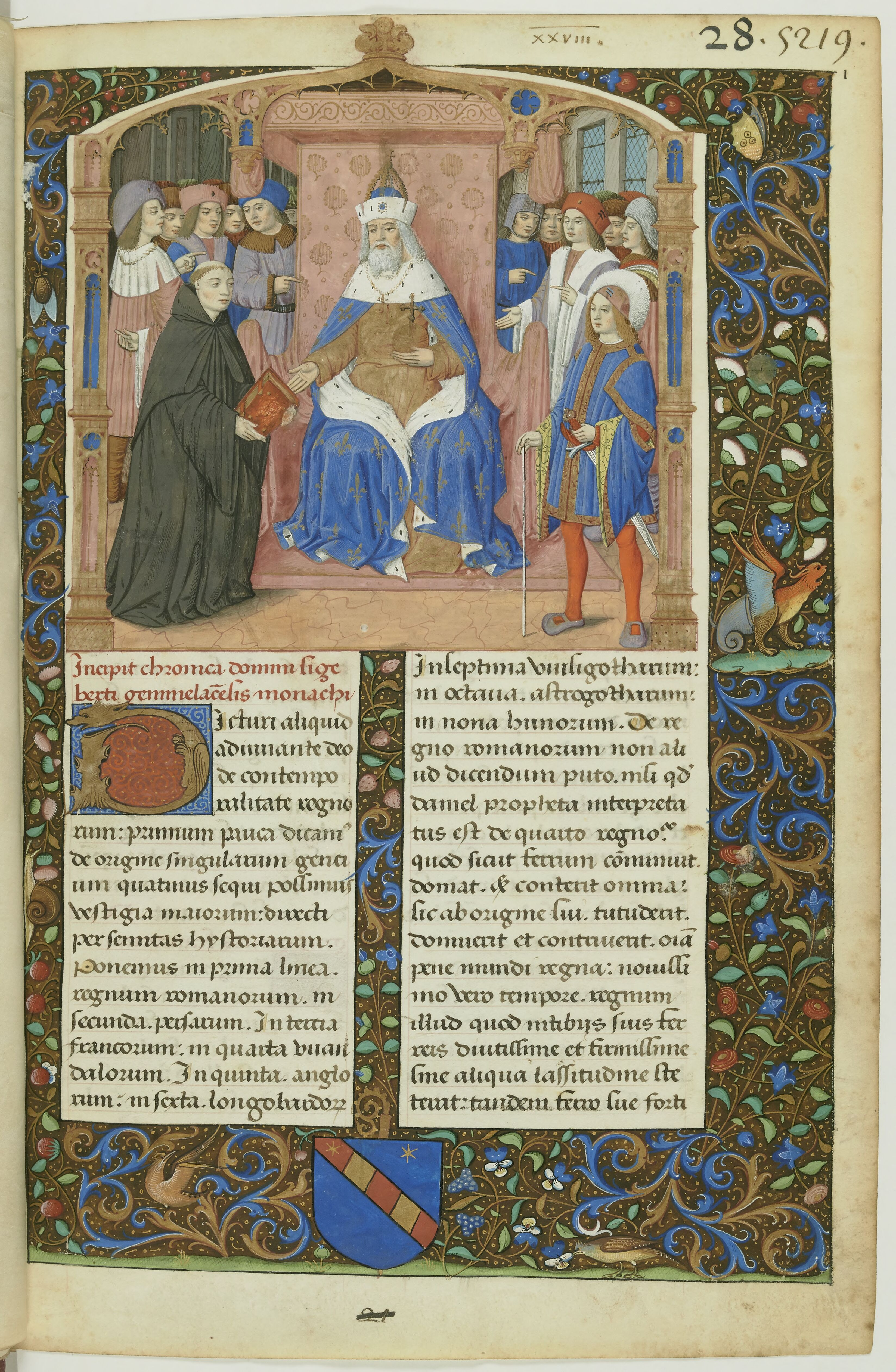
Сигеберт представляет свою хронику императору Генриху V. Миниатюра Робера Гагина из французской рукописи (1493–1495)

Автор латинской всемирной хроники (лат. Chronicon sive Chronographia), составлявшейся им в аббатстве с 1088 по 1106 год по образцу «Хроники Иеронима». Если первая редакция хроники доводила изложение событий до последней даты, то в окончательной своей редакции она охватывала период с 381 года н. э. по 13 апреля 1111 года.
Стремясь по возможности синхронизировать события в разных частях известного ему мира, Сигеберт выделяет в мировой истории определённые хронологические периоды, применительно к Римской империи с 381 по 800 год, когда образовалась держава Карла Великого, датируя 520 годом конец империи гуннов, 533-м — падение державы вандалов, 548-м — крах государства остготов, 720-м — уничтожение королевства вестготов, 735-м — объединение королевств англосаксов и 1066-м — норманнское завоевание Англии. В истории «царства Персидского» он выделяет арабское завоевание 632 года, ограничив 680—820 годами историю царства Болгарского, 801—977-ми — Византийской империи, датируя 844 годом образование Западно-Франкского королевства и выделив отдельно взятие в 1100 году Иерусалима крестоносцами.
После смерти Сигеберта его хроника была продолжена до 1135 года аббатом Ансельмом (ум. 1136), затем, с 1136 по 1148 год, двумя монахами из Жамблу, в том числе Готшалком. Вслед за этим, хроника была продолжена анонимными монахами-переписчиками из других бенедиктинских монастырей, сначала до 1163 года в аббатстве Св. Петра и Павла в Аффлигеме, а затем до 1166 года в аббатстве Сен-Совёр д’Аншен в Пеканкуре.
Применительно к периоду до 1030-х годов Сигеберт использовал в своей хронике более 70 известных современным исследователям источников, среди которых выделяются труды вышеназванного Иеронима Стридонского, Руфина Аквилейского, Аврелия Августина, Павла Орозия, Проспера Аквитанского, Кассиодора, Иордана, Григория Турского, Фредегара и его продолжателей, Павла Диакона, Эйнхарда, Видукинда Корвейского, Лиутпранда Кремонского, Аймоина из Флёри, Анналы королевства франков, Бертинские, Ведастинские, Фульдские, Лоббские, Мецские анналы, хроники Флодоарда, Регино Прюмского, Мариана Скота и др. В качестве дополнительных источников, одним из первых в европейской историографии, он пользовался эпическими жестами, в частности, «Песней о Роланде» и «Песнью о Жираре Руссильонском». Наибольшую ценность для историков представляют последние разделы его сочинения, посвящённые событиям конца XI — начала XII века.
Хроника Сигеберта, несмотря на свою компилятивность и наличие многих фактологических и хронологических ошибок, выявленных исследователями ещё в XIX веке, пользовалась большой популярностью у средневековых летописцев, переписывавших и цитировавших её от Окситании до Исландии. Из нескольких десятков использовавших её хронистов, 25 из которых написали, по сути, её «расширение» (лат. auctarium) или «продолжение» (лат. continuatio), наибольшего внимания заслуживают имена Роберта из Ториньи и Робера из Осера.
В силу всего этого, хроника сохранилась в большом количестве рукописей, которых уже к середине XIX столетия известно было 63, двадцать одна из которых, однако, признавалась утраченной, а к началу 2000-х годов — 65. Из 43 сохранившихся манускриптов один, находящийся в собрании Королевской библиотеки Бельгии (Брюссель), признаётся исследователями автографическим (KBR, 18239-40). 
Впервые хроника была впервые напечатана в 1513 году в Париже Анри Этьенном под редакцией Антония Руфа, и переиздана в 1608 году в Антверпене Иеронимусом Вердуссеном. Комментированная академическая публикация её оригинального текста с продолжениями была подготовлена в 1844 году в Ганновере немецким историком Людвигом Конрадом Бетманом для шестого тома «Памятников германской истории» (серия «Scriptores in Folio»), и в 1854 году переиздана в Париже учёным аббатом Жаком Полем Минем в 160 томе «Patrologia Latina».
В 2025 году увидел свет первый полный русский перевод хроники, выполненный И. В. Дьяконовым по ганноверскому изданию Л. К. Бетмана 1844 года и выпущенный издательством «Русская панорама» в серии «MEDIÆVALIA: средневековые литературные памятники и источники».

### Малые труды
Около 1092 года Сигеберт написал для аббата Титмара «Книгу десяти» (лат. Liber decennalis), в которой в форме диалога между наставником в учеником подробно рассмотрел вопросы современной ему исторической хронологии, в частности, вычисления десяти 532-летних пасхальных циклов — «великих индиктионов». До нас дошло, однако, лишь введение к ней, а также фрагмент, содержащий полемику с Дионисием Малым и Бедой Достопочтенным, с разъяснением бенедиктинской системы отсчёта времени.
По просьбе настоятеля Жамблу Лиетарда Сигеберт составил «Деяния аббатов Жамблу» (лат. Gesta abbatum Gemblacensium), доведённые до 1048 года, но позже, как и хроника, дополненные продолжателями, в которой подробно описал историю родной обители, а также духовные подвиги и административную деятельность её первых пяти отцов-основателей и их преемников. Из агиографических его сочинений известны жития Св. Ламберта Маастрихтского (лат. Vita Sancti Lamberti) и Св. Викберта Горзского, основателя аббатства в Жамблу. Перу его принадлежит также написанная в Жамблу латинская поэма «Страсти святых Фиваидcких» (лат. De passione sanctorum Thebeorum), о мученичестве пострадавших за веру при императоре Максимиане в 286 году н. э. солдат легендарного Фиваидского легиона и их предполагаемого командира Экзуперия, могила которого в его времена почиталась в окрестностях города.
Определённую ценность представляет также его «Книга церковных писателей» (лат. Liber de scriptoribus ecclesiasticis, или De scriptoribus ecclesiasticis), составленная не позже 1112 года по образцу сборника «О знаменитых мужах» (лат. De viris illustribus) Иеронима и одноимённых сочинений Геннадия Массилийского и Исидора Севильского, включающая в себя комментированный перечень произведений 172 авторов, начиная с Симона Волхва, Дионисия Ареопагита, Сократа Схоластика, Феодорита Кирского, Созомена, Геннадия Константинопольского, Дионисия Малого, Виктора Капуанского, Иордана, Боэция, Кассиодора, Григория Великого и др. Расположив перечисленные в каталоге имена не строго в хронологическом порядке, тщеславный Сигеберт завершил его подробным списком собственных сочинений, в числе которых указал не только хронику, жития и поэмы, но и школьные учебники, полемические трактаты, комментарии к Священному писанию и литургические работы. Известно не менее 9-ти, по другим данным, десяти рукописей этого труда, фактически суммирующего справочно-библиографические знания западноевропейской схоластической науки начала XII столетия, не менее трёх из которых датируются XII веком.
Будучи втянут в полемику между Льежским епископством и римским престолом, написал в начале 1090-х годов трактат «Апология против тех, кто осуждает мессы, совершаемые женатыми священниками» (лат. Apologia contra eos qui calumniantur missas coniugatorum sacerdotum), направив также два послания по этой теме папам Григорию VII и Пасхалию II.
Своим «Житием Викберта» (лат. Vita Wicberti) и чтениями в память него (лат. Lectiones de Wicberto), написанными между 1099 и 1110 годами, фактически заложил в Жамблу основы культа этого святого. Его «Житие Святого Мало» (лат. Vila Maclovii) является переложением более ранней биографии этого подвижника, а составленные после 1100 года комментарии к «Книге Екклезиаста» (лат. Commentarium in Ecclesiasten) сохранились лишь в отрывках.

## Издания
На латинском языке:
- Sigeberti Gemblacensis Chronica cum continuationibus. Edidit Ludovicus Conradus Bethmann // Monumenta Germaniae Historica. Hrsg. von Georg Heinrich Pertz. — Tomus VI. Chronica et annales aevi Salici. — Hannover, 1844. — S. 268-535. — (Scriptores in Folio).
- Sigeberti Chronica. Edidit D. Ludovicus Conradus Bethmann // Patrologiae cursus completus. Series Latina. Accurante J. P. Migne. — Tomus 160. — Parisiis, 1854. — Сoll. 9-240.
- Sigeberts von Gembloux Passio sanctae Luciae virginis und Passio sanctorum Thebeorum. Hrsg. von Ernst Dümmler. — Berlin: Verlag der Königlichen Akademie der Wissenschaft, 1893. — 125 p.
- Catalogus Sigeberti Gemblacensis monachi de viris illustribus, ed. Robert Witte. — Bern: Peter Lang, 1974. — 160 p.

На русском языке:
- Сигеберт из Жамблу. Хроника / Пер. с лат. и комм. И. В. Дьяконова. — М.: SPSL; Русская панорама, 2025. — 368 с. — (MEDIÆVALIA: средневековые литературные памятники и источники). — ISBN 978-5-93165-519-2.